# Ambush
Ambush és una pel·lícula estatunidenca dirigida per Sam Wood, l'última dirigida pel director, estrenada el 1950.

## Argument
El 1878, Ward Kinsman (Robert Taylor), un explorador indi, ha estat persuadit per la Cavalleria dels EUA per trobar Mary Carlyle, la filla d'un general, que ha estat agafada pels apatxes. Seguint la pista amb alguns soldats de cavalleria i Ann Duverall (Arlene Dahl), la germana de Mary, arriben a un campament apatxe. Ward s'assabenta que Mary ha estat presa per un apatxe anomenat Diablito. Tornant al fort de cavalleria amb Tana, un apatxe captiu, es fan els preparatius per a una expedició a gran escala per trobar Diablito.

## Repartiment
- Robert Taylor: Ward Kinsman
- John Hodiak: Capità Ben Lorrison
- Arlene Dahl: Ann Duverall
- Don Taylor: Tinent Linus Delaney
- Jean Hagen: Martha Conovan
- Bruce Cowling: Tom Conovan
- Leon Ames: Major C. E. Breverly
- John McIntire: Frank Holly
- Pat Moriarity: Sergent Mack
- Charles Stevens: Diablito
- Chief Thundercloud: Tana
- Ray Teal: Capità J. R. Wolverson

## Comentaris
Per Jean-Pierre Coursodon i Bertrand Tavernier, cal retenir a finals de la carrera de Sam Wood: […] sobretot "Ambush", la seva última pel·lícula i, segons la nostra opinió, el seu únic western; la realització era destacable (la primera seqüència fa pensar en la de Colorado Jim, d'Anthony Mann, posterior tres anys), les relacions entre els personatges molt subtils, i el diàleg, no content d'evitar els clixés del gènere, en citava fins i tot un cert nombre per ridiculitzar-lo.